# L'Entrée du Christ à Jérusalem
L'Entrée du Christ à Jérusalem est un tableau du peintre français Jean-Léon Gérôme peint en 1897,,. Représentant l'entrée de Jésus à Jérusalem juché sur un âne blanc, il fait partie de la collection du musée Jean-Léon Gérôme de Vesoul (France).

## Description
Une esquisse du tableau ainsi qu'un dessin préparatoire ont été réalisés par le peintre, avec moins de personnages que dans le tableau final.

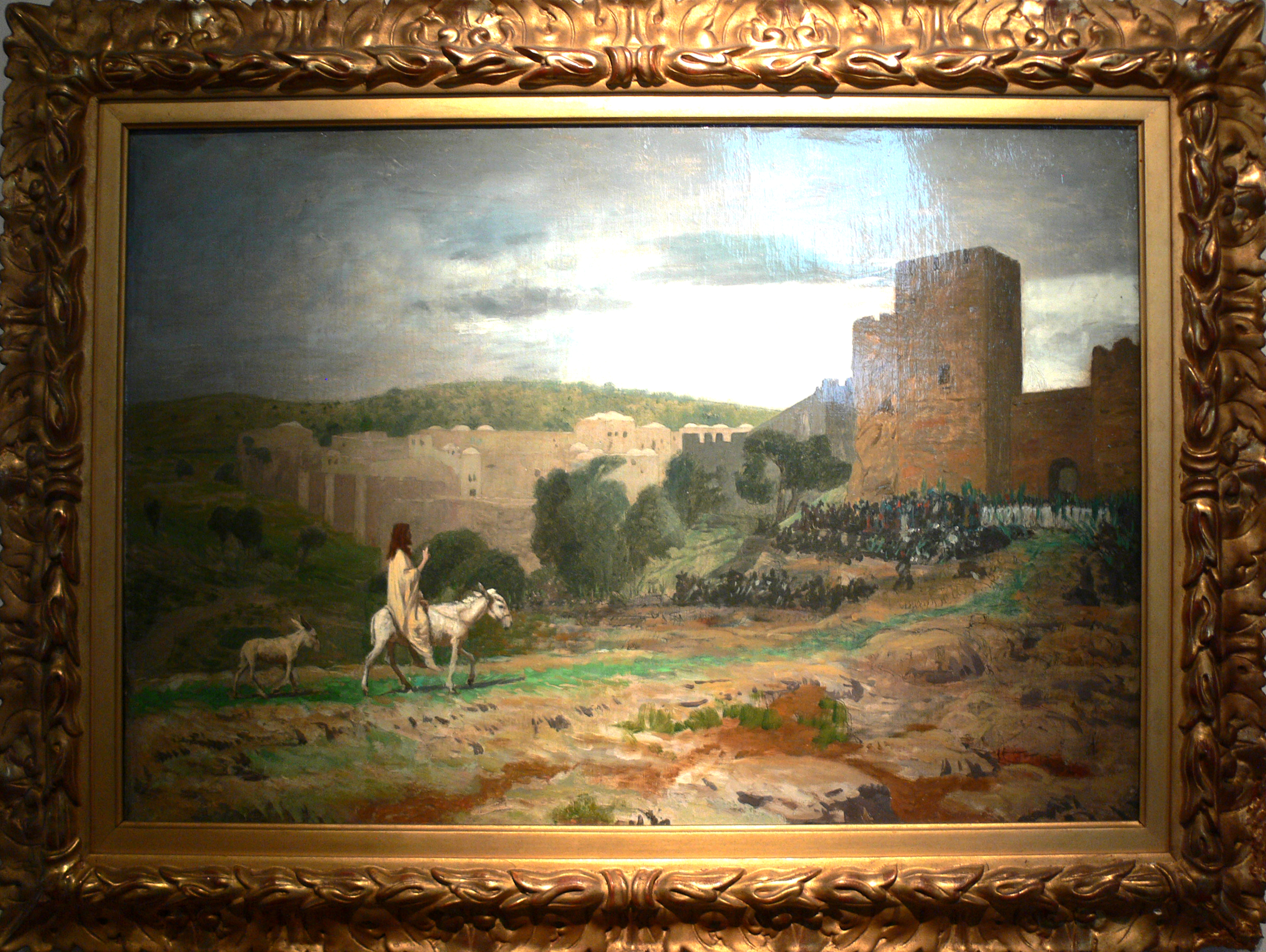
Étude pour L'Entrée du Christ à Jérusalem (51 × 68 cm.)